# Vino de California
El vino californiano es un vino hecho en el estado estadounidense de California. Con una extensión que casi equivale a tres cuartas partes del tamaño de Francia, California representa casi el 90 por ciento de toda la producción de vino estadounidense.La producción en California por sí sola es un tercio mayor que la de Australia. Si California fuera un país independiente, sería el cuarto mayor productor de vino del mundo.
La viticultura del estado se remonta al siglo XIX cuando misioneros españoles plantaron los primeros viñedos para producir vino de misa.
Seguido del renacimiento del vino a mediados de siglo XX, el vino de California entró en la etapa internacional en la competencia de vino Sentencia de París de 1976 cuando los vinos de California le ganaron a los vinos franceses en las categorías de vino tinto y blanco. Hoy en día existen más de 1200 bodegas en el estado, que van desde pequeñas bodegas boutique a las grandes empresas como E & J Gallo Winery, con distribución en todo el mundo.

## Historia

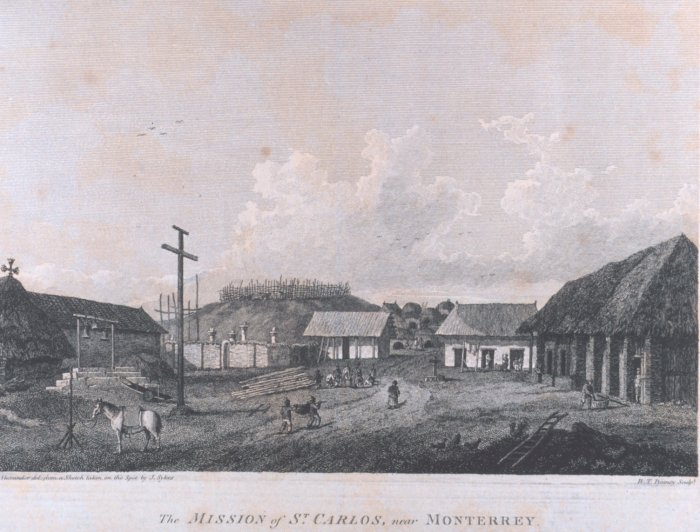
Misión española de San Carlos fundada cerca de Monterey.

El estado de California fue introducido por primera vez a los vides Vitis vinifera en el siglo XVIII por los españoles, que plantaron viñedos con cada uno de misión que ellos establecían. El vino era utilizado para los religiosos  sacramentos, así como para la vida cotidiana. El corte genético de viña utilizados procedían de México, y fueron los descendientes de la "uva común negra" (como era conocido) traída al Nuevo Mundo por  Hernán Cortés en 1520. La asociación de la uva con la iglesia causó que se convirtiera como la Misión de uva, en la que se convirtió en la principal variedad de uva en California hasta el siglo XX.
La Fiebre del Oro de California a mediados del siglo XIX trajo oleadas de nuevos colonos a la región, el aumento de la población y la demanda local para el vino. La recién creciente industria del vino se celebrará en el Norte de California en torno a los condados de Condado de Sonoma AVA y Napa. Durante este período, se fundaron algunas de las bodegas más antiguas de California entre ellas la Bodega Buena Vista, Bodega Charles Krug, Bodega Inglenook y viñedos Schramsberg. Los inmigrantes chinos desempeñaron un papel prominente en el desarrollo de la industria vinícola de California durante este periodo de consolidación de bodegas, plantación de viñedo, excavación de bodegas subterráneas y la cosecha de uvas. Algunos incluso asistieron como enólogos antes de la aprobación de la  Ley de Exclusión China, que afectó gravemente a la comunidad china en favor de fomentar la "mano de obra blanca". En 1890, la mayoría de los chinos ya no formaban parte de la industria del vino.

### La filoxera y la prohibición
A finales del siglo XIX se vio la llegada de la epidemia filoxera  que ya había devastado los viñedos franceses y europeos. Los viñedos fueron destruidos y muchas operaciones más pequeñas dejaron de operar. Afortunadamente el recurso de injerto de raíz en América ya era muy conocido y la industria vitivinícola de California fue capaz de recuperarse rápidamente y utilizó esa oportunidad para ampliar la plantación de nuevas variedades de uva. Ya al inicio del siglo XX cerca de 300 variedades de uvas se cultivan en el estado, y con alrededor de 800 bodegas. El reconocimiento en todo el mundo parecía inminente hasta que el 16 de enero de 1919 cuando la 18a Enmienda conllevó a la prohibición. Los viñedos recibieron la orden de ser desarraigados y las bodegas fueron destruidas. Algunos viñedos y bodegas fueron capaces de sobrevivir a la conversión de la producción de uva de mesa o jugo de uva. Unos pocos pudieron permanecer en funcionamiento con el fin de seguir proveyendo a las iglesias el vino de misa, lo que permitió una excepción a la ley de prohibición. Sin embargo, la mayoría decidió salirse de ese negocio. En el momento en que la prohibición fue derogada en 1933, sólo 140 bodegas se encontraban todavía en funcionamiento.

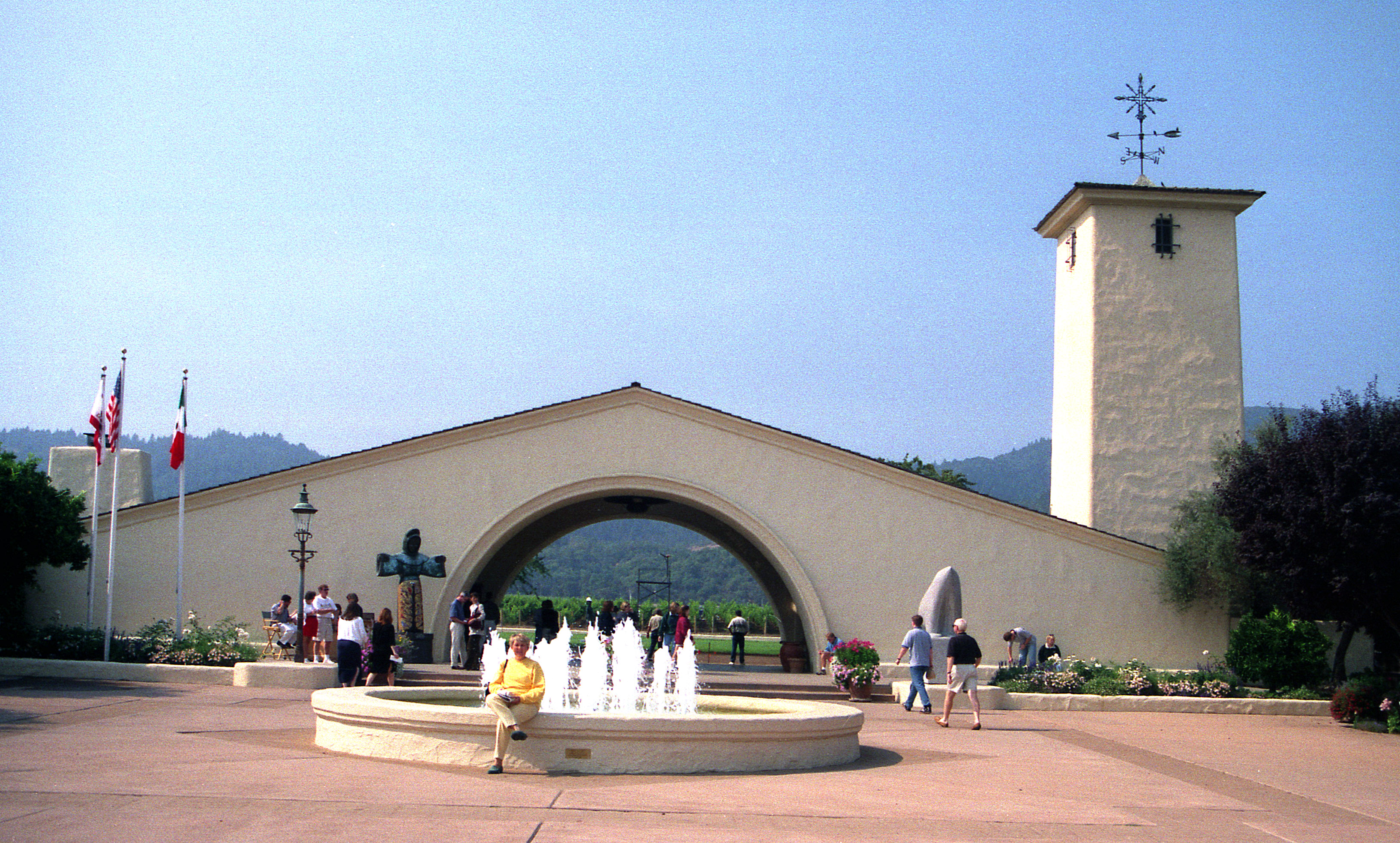
La bodega Robert Mondavi fue diseñada para reflejar la historia vitivinícola de la misiones españolas.

Tomó tiempo para que la industria del vino de California se recuperarse de este revés. En la década de 1960, California fue principalmente conocida por su dulces vinos etilo oporto elaborados a partir de uvas Cariñena y Thompson Seedless. Sin embargo poco después surgió una nueva ola de enólogos que ayudó a marcar el comienzo de un período de renacimiento del vino en California con un enfoque sobre las nuevas tecnologías de vinificación y un énfasis en la calidad. Varios bodegas muy conocidas fueron fundadas en esa década incluyendo Robert Mondavi, Heitz Wine Cellars y la Bodega David Bruce. Mientras la calidad del vino de California mejoraba, la región empezó a recibir más atención internacional. Un punto de viraje para la industria se produjo en 1976, cuando el comerciante británico de vinos Steven Spurrier invitó a varias dueños de bodegas de California a participar en un evento de cata de vinos en París. Ese evento fue para comparar los mejores vinos de California con los mejores de Burdeos y Borgoña. En un evento conocido como El Juicio de París, los vinos de California conmocionaron al mundo al arrasar en la competencia de vinos, tanto como en las categorías de vino tinto y blanco. En todo el mundo del vino, las perspectivas sobre el potencial de los vinos de California empezó a cambiar. La industria vitivinícola del estado siguió creciendo a medida que California se convertía en una de los mejores regiones vitivinícolas del mundo .

## Clima y geografía

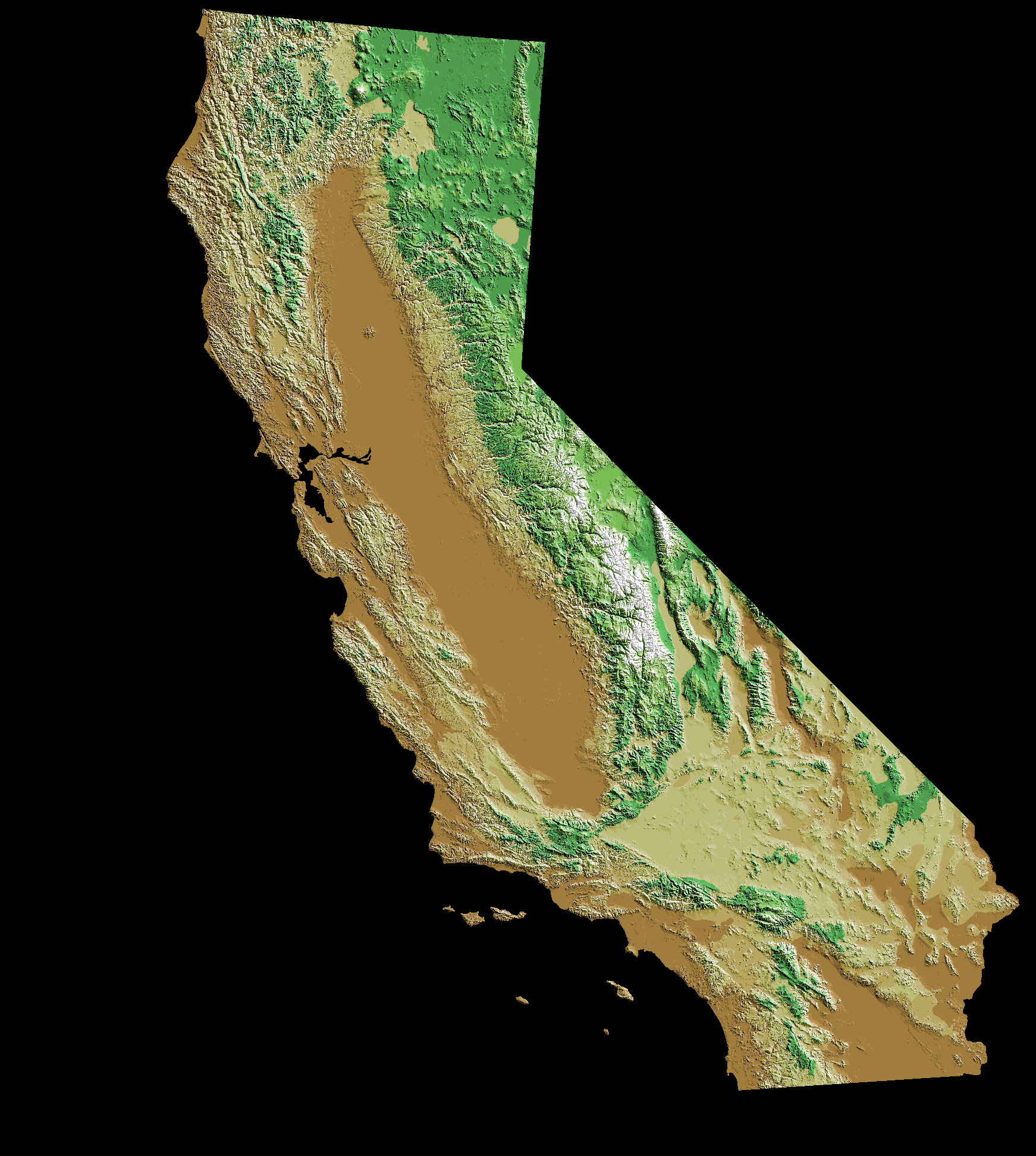
Elevaciones de los suelos en California.

California es geológicamente una región muy diversa e igualmente variada en la gama de climas y suelos. La mayoría de los vinos del estado se encuentran en las regiones entre el costa del Pacífico y el Valle Central. El océano Pacífico y las grandes bahías, como  la Bahía de San Francisco ayudan a influir en el clima templado de las regiones de vino que frecuentemente son regiones muy ventosas y frías con niebla que ayudan a balancear el clima de la región. Si bien la sequía puede ser un peligro vitícola, la mayoría de las zonas de California reciben cantidades suficientes de lluvia con precipitaciones anuales en las regiones de vino al norte de San Francisco entre 24 y 45 pulgadas (615-1150 mm) y las regiones meridionales reciben entre 13 a 20 pulgadas. Los inviernos son suaves con poca amenaza de heladas, aunque las heladas de primavera pueden ser un peligro para las plantaciones. Para frenar la amenaza de las heladas, los propietarios de viñedos emplean a menudo el uso de máquinas de viento, rociadores y estufas de chimeneas a petróleo para proteger las vides.
Si bien las regiones de vino de California en general, pueden ser clasificadas por tener un clima mediterráneo, también hay regiones con climas más continentales. La proximidad al Pacífico o las bahías, así como el libre acceso a las corrientes frías que llegan a las regiones indican la relativa frescura de los vinos de la región. Las zonas rodeadas de barreras montañosas, al igual que algunas partes de los condados de Sonoma y Napa serán más cálidos debido a la falta de los vientos frescos de esta influencia. Los tipos de suelo y las tierras de California varían mucho, después de haber sido influenciados por las placas tectónicas de América del Norte y  la Placa del Pacífico. En algunas áreas los suelos pueden ser tan diversos que los viñedos establecerán bloques de la misma variedad de vides plantados en diferentes suelos con propósitos de identificar los diferentes componentes de la mezcla. Esta diversidad es una de las razones por la cual California tiene tantos diferentes y distintas zonas víticolas americanas.

## Regiones vitivinícolas

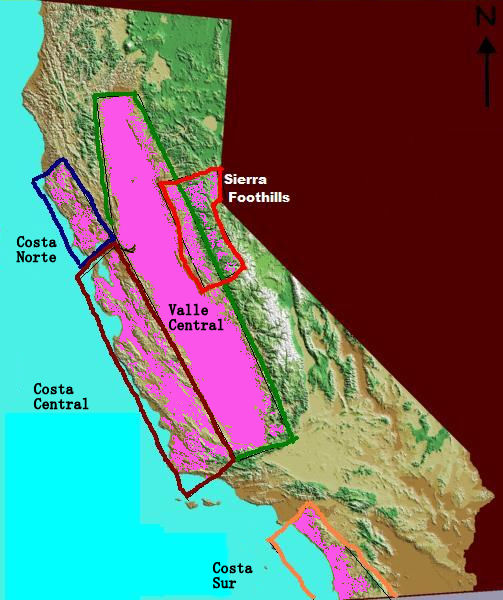
Regiones vitivinícolas de California.

California tiene más de 427,000 acres (1,730 km²)  de vides plantadas y la mayoría ubicados en un tramo de tierra que abarca más de 700 millas (1100 km) desde el Condado de Mendocino hasta el extremo suroeste del Condado de Riverside. Hay más de 107 áreas de Vitícolas de América (AVAS), incluyendo las más conocidas como las regiones de Napa, Russian River Valley, Rutherford y Sonoma Valley AVAs. El Valle Central es la región vitivinícola más grande de California y se extiende desde 300 millas (480 km) desde el Valle de Sacramento al Sur del Valle de San Joaquín. Esta región produce casi el 75% de todas las uvas de vino de California e incluye a la mayoría de productores de caja y jarra de vino como la de Gallo, Franzia y Bronco Wine Company.
Las regiones vitivinícolas de California a menudo se dividen en 4 regiones principales-
- Costa Norte - Incluye a la mayoría de North Coast (California), norte de la Bahía de San Francisco. La gran North Coast AVA cubre la mayoría de la región. Las regiones vitivinícolas más famosas son las del Valle de Napa y condado de Sonoma entre pequeñas zonas AVAs dentro de las regiones. Mendocino y el Condado de Lake son también parte de esta región.
- Costa Central - Incluye a la mayoría de la Costa Central de California y el área al sur y oeste de la Bahía de San Francisco hasta el condado de Santa Bárbara. La gran Costa Central AVA cubre la región. Entre las regiones vitivinícolas en esta área incluyen al Valle de Santa Clara AVA, Montañas de Santa Cruz AVA, San Lucas AVA, Paso Robles AVA, Valle de Santa María AVA y el Valle de Santa Ynez.
- Costa Sur - Incluye parte del sur de California, es decir, las regiones costeras al sur de Los Ángeles hasta la frontera con México. Entre las regiones vitivinícolas en esta área incluyen al Valle de Temecula AVA, Valle de Antelope/Valle de Leona AVA, Valle de Pasqual AVA y el Valle de Raoma AVA.
- Valle Central - Incluye el Valle Central de California y la Sierra Foothills AVA. Entre las regiones vitivinícolas en esta área incluyen la Lodi AVA.

## Uvas y vinos

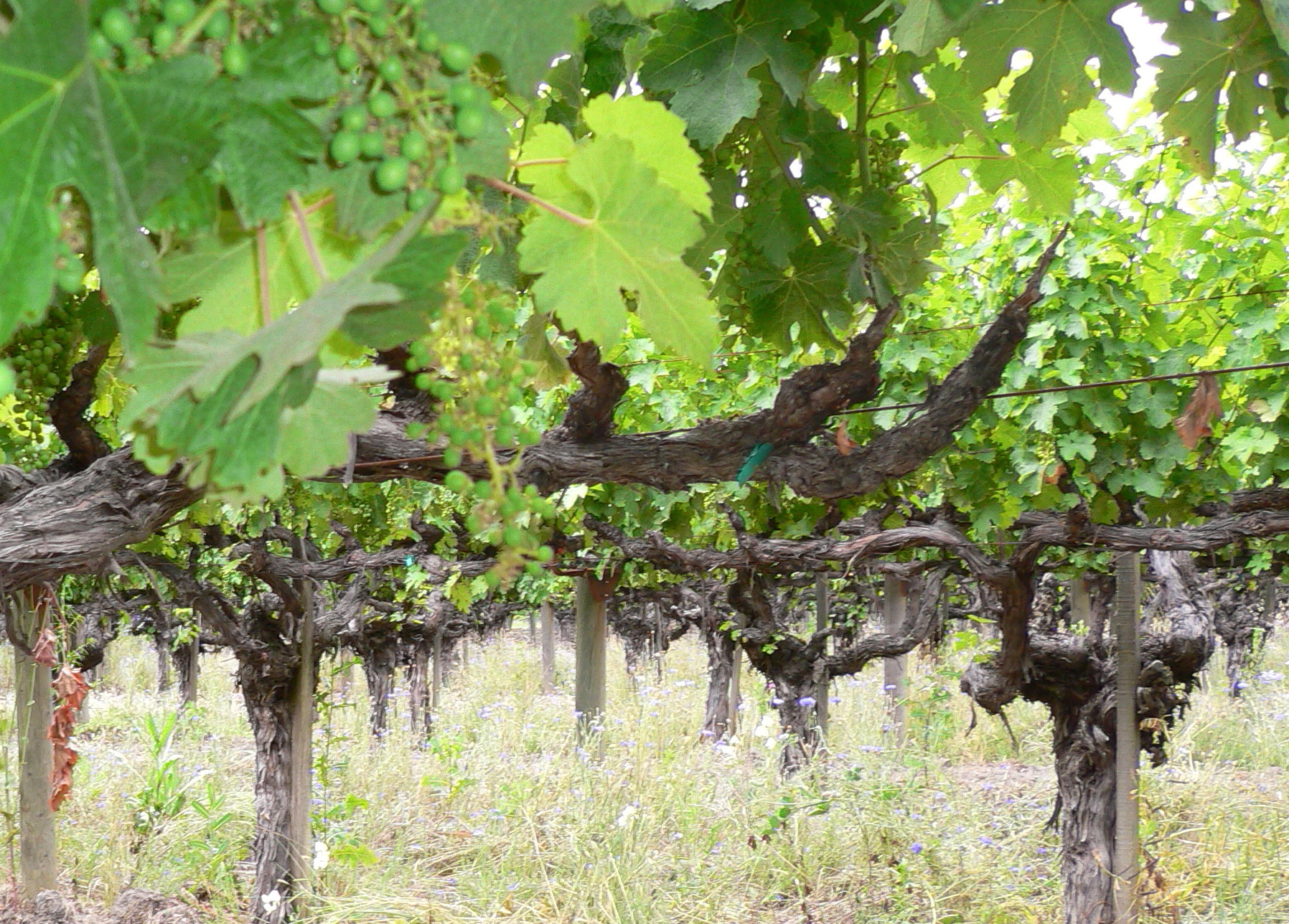
Vino viejo Cabernet Sauvignon de Chateau Montelena en Napa Valley.

Más de un centenar de variedades de uva se cultivan en California, incluyendo la uva francesa, italiana y española, así como la uva híbrida y las nuevas variedades 'vitis vinifera desarrolladas en la Universidad de California, Departamento de Viticultura y Enología Davis. Las siete variedades principales de uva son:
- Cabernet Sauvignon
- Chardonnay
- Merlot
- Pinot noir
- Sauvignon blanc
- Syrah
- Zinfandel

Otras uvas de vino tinto incluye a Barbera, Cabernet franc, Cariñena, Grenache, Malbec, Mouvedre, Petit Sirah, Petit Verdot y Sangiovese. Las uvas de vino blanco principales incluye a Chenin blanc, Colombard francés, Gewürztraminer, Marsanne, Muscat Canelli, Pinot blanc, Pinot gris, Riesling, Roussane, Sémillon, Trousseau gris y Viognier.
Hasta finales de los años 1980, la industria vinícola de California fue dominada por las variedades de Burdeos y Chardonnay. Las ventas empezaron a disminuir a medida que los bebedores de vino empezaron a aburrirse con la familiaridad de estos vinos. Los grupos de enólogos como Rhône Rangers y la nueva ola de vinos de enólogos italianos denominado como "Cal-Ital" ayudaron a revitalizar la industria con los nuevos estilos de vinos elaborados a partir de diferentes variedades como la Syrah, Viognier, Sangiovese y Pinot Grigio. El de Santa Cruz basado en los viñedos Bonny DOON, fue una de las primeras bodegas en promover activamente esta variedad de uva más oscuras. La gran variedad de uva de vinificación alientó también a una gran variedad de vinos. California produce vinos de casi todos los estilos de vinos que se conocen incluyendo al famoso vino espumosos, postre.

### Estilos de vino del Nuevo Mundo

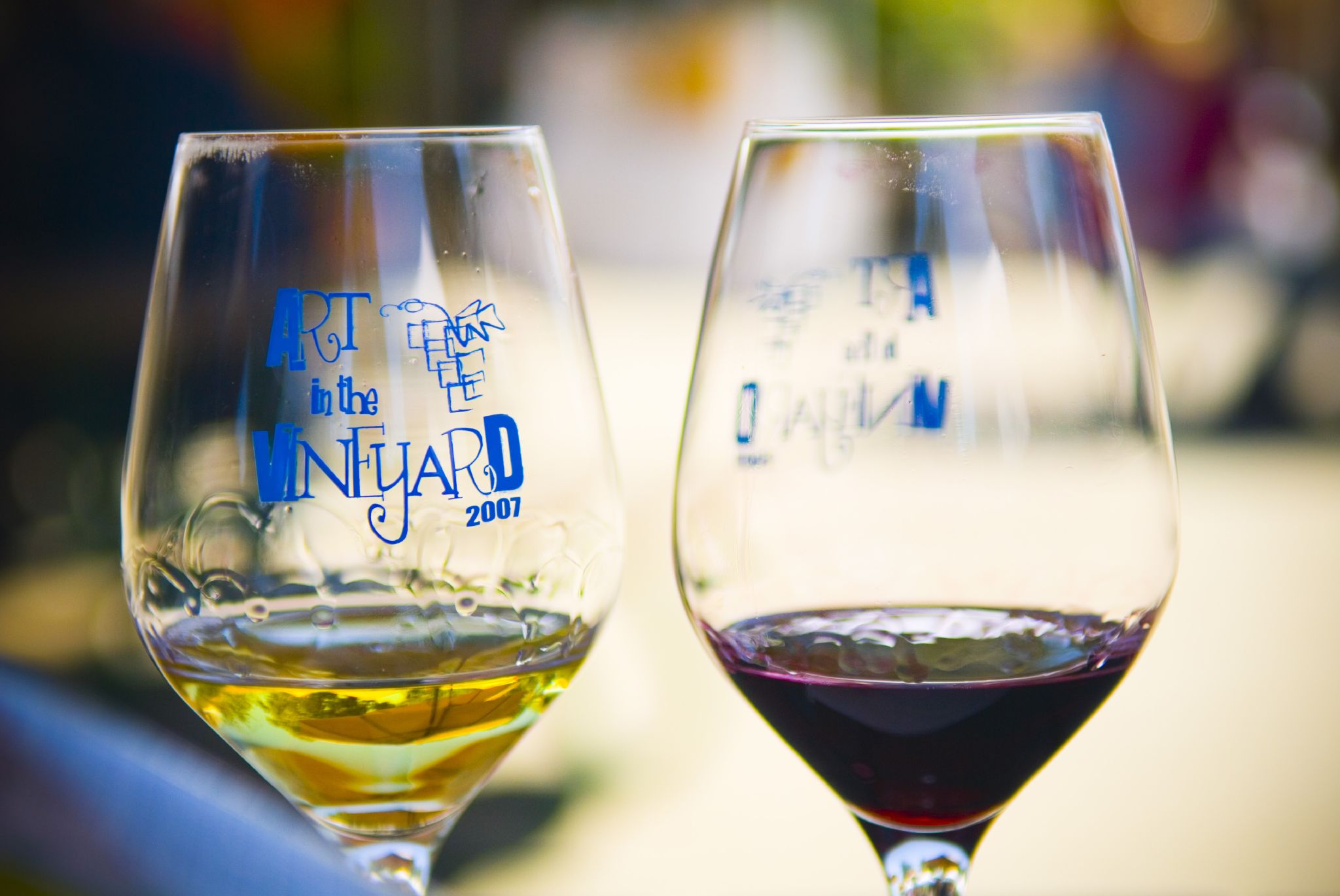
Vinos blanco y tinto californianos.

Si bien cada vez más los bodegueros de California han incrementado en la compra de los vinos del "Viejo Mundo" o los estilos de vinos europeos, la mayoría de los vinos de California (junto con Australia, Nueva Zelandia, Chile y Argentina) tienen a favor su simplicidad, por eso los vinos del Nuevo Mundo tienen un sabor más a frutas. La fiabilidad del clima cálido permite a muchas bodegas utilizar las frutas muy maduras que lleva a un vino con un sabor más a fruta en vez del estilo de vinos con sabor a mineral. También crea la oportunidad de que muchos vinos de californianos tengan un mayor nivel de alcohol hasta más del 13,5%. El estilo de Chardonnay de California difiere de muchos vinos, como el Chablis ya que con frecuencia los bodegueros de California usan la fermentación maloláctica y el añejo de roble para hacerlo mantecosos y un vino completo. El Californiano Sauvignon Blancs no es tan herbáceo como los vinos de  Val de Loire o el de  Nueva Zelanda, pero tienen una acidez más potente y fresca con notas florales. Algunos vinos Sauvignon blanc se dejan por algún tiempo en roble para que puedan cambiar radicalmente el perfil del vino. Robert Mondavi el primer pionero en este estilo como un fume blanc en la que otros bodegueros californianos han adoptado. Sin embargo, ese estilo no está estrictamente definido en el sentido de que no es un vino de roble.